# Conversazione su Tiresia
(Andrea Camilleri nel chiudere il suo spettacolo)
Conversazione su Tiresia è uno spettacolo teatrale scritto e interpretato da Andrea Camilleri e diretto da Roberto Andò, andato in scena unicamente al Teatro greco di Siracusa l'11 giugno 2018.
Lo spettacolo, registrato e prodotto dalla Palomar di Carlo Degli Esposti, con le riprese in alta definizione e la regia cinematografica di Stefano Vicario, è stato trasmesso nei cinema il 5, 6, 7 e 22 novembre 2018 ed è andato in onda anche in televisione su Rai 1 il 5 marzo 2019 in prima serata con la regia televisiva di Roberto Andò e Stefano Vicario. Lo spettacolo è stato nuovamente trasmesso su Rai 1 in prima serata il 17 luglio 2019 in omaggio ad Andrea Camilleri, scomparso lo stesso giorno.

## Trama
Lo spettacolo tratta della storia di Tiresia, indovino cieco della mitologia greca, che si intreccia con la storia personale dello scrittore anche lui reso cieco dalla sua malattia.
Nel corso della conversazione, Andrea Camilleri impersonando Tiresia dialoga con Omero, Orazio, Seneca, Sofocle, Dante Alighieri, Guillaume Apollinaire, T.S. Eliot, Virginia Woolf, Jorge Luis Borges, Ezra Pound, Cesare Pavese e Primo Levi nonché con Woody Allen che aveva fatto apparire Tiresia nel film La dea dell'amore, con Pier Paolo Pasolini che lo aveva fatto apparire nel film Edipo re e con i Genesis che lo avevano citato in The Cinema Show, il brano con cui si apre lo spettacolo.